# Клинт Бартон (Кинематографическая вселенная Marvel)
Кли́нтон Фрэ́нсис Ба́ртон (англ. Clinton Francis Barton), более известный как Кли́нт Ба́ртон (англ. Clint Barton) — персонаж из медиафраншизы «Кинематографическая вселенная Marvel» (КВМ), основанный на одноимённом персонаже «Marvel Comics», широко известный под псевдонимом «Соколи́ный глаз» (англ. Hawkeye).
Первоначально, являясь агентом организации «Щ.И.Т.», подвергается захвату сознания асгардским богом Локи, однако позже после освобождения сознания, присоединяется к команде «Мстители». После того, как Танос уничтожает семью Бартона, Клинт становится линчевателем, борющимся с преступностью под прозвищем «Ро́нин» (англ. Ronin). Наташа Романофф убеждает его покончить с Ронином и помочь Мстителям в операции по возвращению всех. Клинт соглашается и, потеряв Наташу за Камень Души, помогает Мстителям, которым удаётся вернуть всех к жизни.
Роль Клинта Бартона в КВМ исполняет американский актёр Джереми Реннер. Впервые Клинт Бартон появляется в фильме «Тор» (2011) в качестве камео и в дальнейшем становится центральным персонажем КВМ, появившись в шести фильмах франшизы по состоянию на 2024 год и сыграв главную роль в мини-сериале «Соколиный глаз» (2021).
Альтернативные версии Бартона из Мультивселенной также появляются в мультсериале «Что, если…?» (2021), в котором Реннер озвучил своего персонажа.

## Концепция и создание
В середине 2000-х Кевин Файги решил создать общую киновселенную супергероев, как это сделали Стэн Ли и Джек Кирби со своими комиксами в начале 1960-х годов. Изначально роль Бартона предложили Дженсену Эклсу, но вскоре актёром утвердили Джереми Реннера.
Бо́льшая часть предыстории Клинта в кинематографической вселенной Marvel была вдохновлена его воплощением в Ultimate Marvel, в частности, он был агентом «Щ.И.Т.а» и был тайно женат, имея троих детей. История его происхождения из оригинальных комиксов, в которых он был артистом цирка и бывшим преступником, которого обучил Мечник, не использована, хотя некоторые элементы этой версии задействованы. Например, когда он перевоплотился в Ронина и стал нуждаться в слуховом аппарате. На его историю и характеристику в сериале «Соколиный глаз» в первую очередь повлиял комикс Мэтта Фрэкшна 2012 года.

## Характеристика

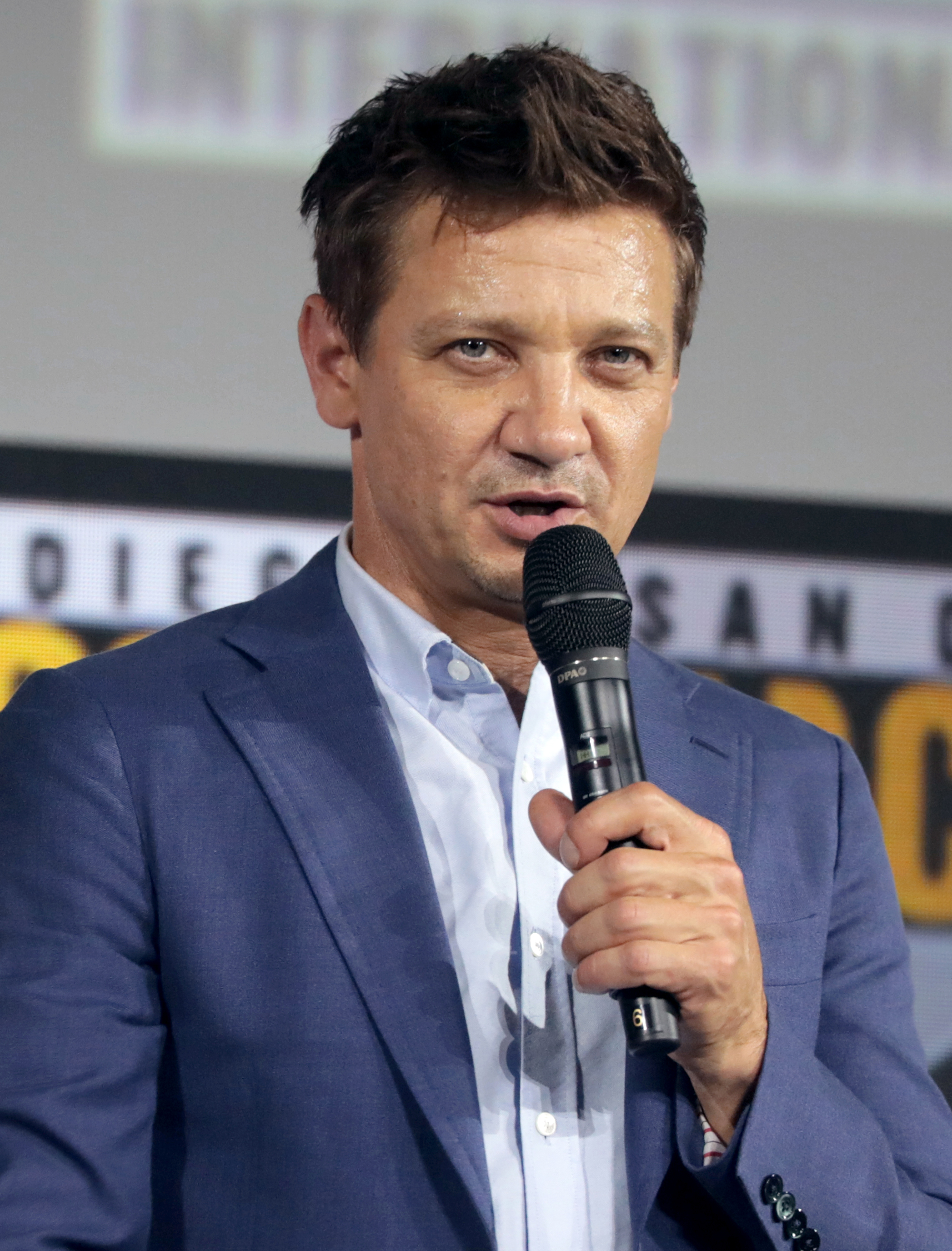
Джереми Реннер, играющий Клинта Бартона в КВМ

Джосс Уидон сказал, что Соколиный глаз больше взаимодействует с другими персонажами в «Эре Альтрона», нежели чем в первом фильме о Мстителях. Поскольку герой не появлялся ни в одном другом фильме Второй фазы КВМ, Уидон заявил, что «Эра Альтрона» проливает свет на то, что персонаж делал после финала «Мстителей». Реннер описал персонажа как «в своём роде одиночку», который «работает в команде только потому, что вроде как должен. На самом деле он коллективный человек. Этим парнем может быть Капитан Америка. В „Эре Альтрона“ вы поймёте, почему Соколиный глаз думает так, как он думает».
Стивен Макфили охарактеризовал переход Бартона на «тёмную сторону» в фильме «Мстители: Финал» как «хороший пример людей, у которых после Скачка были гораздо более мощные истории».
В апреле 2019 года стало известно о производстве мини-сериала, посвящённого Клинту Бартону, в котором он передаёт свой пост Кейт Бишоп. Реннер заявил, что встреча с Кейт привносит в жизнь Клинта «неприятности», поскольку тот не понимает её одержимости им.

## Биография персонажа

### Агент «Щ.И.Т.»
Будучи агентом организации «Щ.И.Т.», Бартон должен был убить Наташу Романофф, но вместо этого они начинают работать вместе в различных спецоперациях, включая миссию в Будапеште, где Наташа пытается убить генерала Дрейкова. В какой-то момент Ник Фьюри предоставляет Бартону и его семье убежище на ферме в Миссури.
В 2011 году Бартона отправляют на задание в Нью-Мексико, где он должен был следить за аномальным молотом Мьёльниром. Внезапно появляется недостойный Тор и пытается вернуть себе молот. Бартон готовится атаковать Тора, однако по приказу Фьюри, он этого не делает.

### Битва за Нью-Йорк
В 2012 году Бартон работает вместе с Фьюри и Эриком Селвигом на исследовательской базе по изучению Тессеракта. В результате неожиданной и чрезмерной активности Тессеракта, на Землю с его помощью прибывает асгардский бог обмана Локи. Локи, используя свой скипетр, подчиняет себе разум Клинта, Селвига и некоторых агентов и намеревается захватить Тессеракт, чтобы в обмен на него, ему была предоставлена армия для порабощения Земли. Клинт по приказу Локи стреляет в Фьюри и помогает Локи сбежать с разрушающейся базы. Они отправляются в Штутгарт, где Бартон ворует иридий, необходимый для стабилизации силы Тессеракта. Когда Стив Роджерс, Тони Старк и Тор захватывают Локи и доставляют на хеликэрриэр, Бартон, вместе с другими захваченными агентами атакует авианосец. Клинт проникает на борт корабля, и отключает систему управления, в результате чего хеликэриер начинает терять высоту, однако Старк и Роджерс совместными усилиями стабилизируют авианосец. Клинт сталкивается и сражается с Наташей, которая побеждает его и выводит из под влияния Локи. После побега Локи, Бартона вербует Стив Роджерс, и Клинт становится одним из участников команды «Мстители» вместе с Капитаном Америка, Железным Человеком, Наташей Романофф, Брюсом Бэннером и Тором. Он участвует в битве за Нью-Йорк против инопланетной армии Читаури, активно уничтожая флот Читаури при помощи своих стрел. После успешного уничтожения главного корабля и отключения войск армии Читаури, Бартон, вместе с другими Мстителями захватывает Локи и отправляется с ними обедать. Позднее, Клинт сопровождает отправление Локи и Тессеракта в Асгард, и позже уезжает вместе с Романофф.

### Столкновение с Альтроном и «Заковианский договор»
В 2015 году Бартон, вместе с другими Мстителями атакуют базу «Гидры» в Заковии, чтобы окончательно покончить с «Гидрой» и вернуть скипетр Локи. Однако во время атаки, Клинта сбивает мутант Пьетро Максимофф, в результате чего его подбивает орудие вражеского дота. После битвы, Мстители возвращаются в Башню Мстителей, где Клинта лечит доктор Хелен Чо. Бартон посещает праздничную вечеринку Мстителей, где знакомится с Джеймсом Роудсом и Сэмом Уилсоном. В споре о Мьёльнире, Клинт также пытается поднять молот Тора, однако у него не выходит. Вскоре на Мстителей нападает очнувшийся Альтрон. Позже Клинт с командой выслеживает робота в Йоханнесбурге и пытаются его остановить, однако их одолевает Ванда Максимофф. Бартон, будучи вторым Мстителем, на которого не воздействовала Ванда, приводит команду в чувство. Позже, в связи с отрицательным общественным мнением по поводу действий Халка, Клинт приводит Мстителей в свой дом к детям, Куперу и Лайле, и жене Лоре, которая носит ещё одного ребёнка. Туда также приходит Фьюри и они вместе разрабатывают план по уничтожению Альтрона.
Бартон, Романофф и Роджерс едут в Сеул, чтобы помешать Альтрону загрузиться в вибраниумоевое тело с Камнем Разума, извлечённого из скипетра Локи. Им удаётся захватить тело, однако Альтрон захватывает Наташу в плен. Клинт, вместе с другими Мстителями наблюдает рождение Вижна и позднее, вместе с командой, готовится к битве с Альтроном. Бартон, с помощью азбуки Морзе, отправленной Романофф выслеживает месторасположение Наташи и Альтрона, и вместе с командой отправляется в Заковию. Найдя Наташу, Клинт участвует в битве против Альтрона и убеждает Ванду присоединиться к Мстителям. При эвакуации жителей страны с подымающегося города, Клинт замечает во дворе ребёнка. Альтрон атакует Мстителей, однако Пьетро жертвует своей жизнью, защищая Бартона и ребёнка от выстрелов Альтрона. После битвы Клинт уходит в отставку и возвращается домой. С женой он называет своего новорождённого сына Натаниэлем Пьетро Бартоном, в честь Наташи Романофф и Пьетро Максимоффа.
В 2016 году Бартон, по просьбе Стива Роджерса возвращается после выхода на пенсию, и помогает его команде в противостоянии Организации Объединённых Наций, желающих установить контроль над Мстителями посредством принятия «Заковианского договора». Он отправляется на новую базу Мстителей, чтобы забрать Ванду Максимофф, однако сталкивается с Вижном, и в результате битвы, Максимофф встаёт на сторону Клинта и выводит Вижна из строя. Бартон и Максимофф заручаются поддержкой Скотта Лэнга и отправляются в аэропорт Лейпциг/Галле в Германии, чтобы помочь Стиву, Сэму Уилсону и Баки Барнсу сбежать. Однако их одолевает команда Старка, состоящая из Роудса, Романофф, Питера Паркера, Т’Чаллы и Вижна. После побега Роджерса и Барнса Бартона, Уилсона, Ванду и Скотта Ленга арестовывают и помещают в тюрьму «Рафт». Когда Старк навещает его в заключении, Клинт открыто выражает недовольство Тони на счёт его заключения. Позже Роджерс вытаскивает его, Лэнга, Уилсона и Максимофф, и правительство США заменяет их наказание на домашний арест.

### Становление Ронином и операция «Хрононалёт»
В 2018 году семья Бартона исчезает из-за щелчка Таноса. В горе Клинт становится линчевателем с псеводнимом «Ронин». Он надевает костюм Ронина и, вооружившись катаной, начинает уничтожать организованные преступные организации по всему миру, убивая преступников, которые, по его мнению, заслуживают смерти, в отличие от невинных людей, уничтоженных Таносом. В Нью-Йорке он нападает на «Мафию в трениках», убивая Уильяма Лопеса и других членов банды, и наживает себе врагов, в том числе Уилсона Фиска, известного как Кингпин, и дочь Уильяма, Майю Лопес. В какой-то момент он едет в Мексику и уничтожает наркокартель. Роудс выслеживает Бартона и передаёт данные о его месторасположении Наташе Романофф.
В 2023 году Бартон отправляется в Токио и расправляется с якудзой, но затем встречает Наташу, которая сообщает ему, что есть шанс вернуть его семью. Клинт поначалу ломается, однако затем соглашается. Бартон возвращается на базу Мстителей и присоединяется к команде, также знакомясь с Ракетой и Небулой. Бартон добровольно успешно тестирует способ путешествия во времени, используя Частицы Пима, в результате которого он попадает в альтернативную временную шкалу, на свою альтернативную ферму, однако затем его возвращают. После успешного доказательства Бартоном возможности путешествия во времени, Клинт, вместе с другими Мстителями организует операцию «Хрононалёт» и соглашается отправиться с Наташей Романофф в альтернативную временную шкалу 2014 года за Камнем Души.
Прибывают на планету Вормир, их встречает хранитель Камня — Красный Череп, и заявляет им, что для получения Камня Души необходимо принести жертву. Бартон решает пожертвовать своей жизнью, поскольку за последние 5 лет он совершил множество преступлений, но Романофф останавливает его. Они сражаются, чтобы помешать друг другу совершить жертву, однако, в конце концов, Бартон одерживает верх и прыгает со скалы. Его ловит Наташа и закрепляет на скале, однако сама себя не закрепляет, в результате чего Клинт хватает её за руку. Наташа просит Клинта отпустить её, поскольку это её выбор. Клинт отказывается, в результате чего Наташа силой вырывает свою руку из руки Бартона и погибает, позволяя Бартону заполучить Камень. Вернувшись в основную временную шкалу, убитый горем Бартон и Мстители устраивают траур в честь Романофф, на котором Клинт заявляет, что вернуть Наташу невозможно. Вскоре Бэннер использует полученные Камни Бесконечности и возвращает половину всей жизни во Вселенной к жизни. Однако базу Мстителей атакует Танос из 2014 года, и Бартон участвует в финальной битве между Таносом и вернувшимися Мстителями. Старк жертвует собой, используя Камни Бесконечности, уничтожая Таноса. Через неделю, Клинт, вместе со своей семьёй присутствует на похоронах Старка вместе с остальными Мстителями.

### Знакомство с Кейт Бишоп
Год спустя Бартон, получивший серьёзное расстройство слуха, в результате которого начинает носить слуховой аппарат, проводит время со своими детьми в Нью-Йорке на Рождество, посещая бродвейский театральный мюзикл о Стиве Роджерсе и Мстителях. Бартон покидает представление, поскольку оно начинает напоминать ему о Наташе. В ту же ночь он узнаёт из новостей, что кто-то нашёл его костюм Ронина и борется в нём с «Мафией в трениках». Клинт находит этого человека, которым оказывается девушка Кейт Бишоп, лучница и фанат Клинта Бартона, которую Клинт неосознанно спас при битве за Нью-Йорк.
Бишоп ведёт Бартона в свою квартиру, однако на квартиру нападает мафия и поджигает, в результате чего они вынуждены оставить костюм Ронина, убегая из горящего дома. После переезда в квартиру тёти Кейт, Клинт отправляет своих детей домой на следующее утро, обещая вернуться к Рождеству. Он провожает Бишоп на работу, а затем забирает костюм Ронина с мероприятия ролевиков. Позже Бартон позволяет «Мафии в трениках» поймать себя, чтобы узнать больше об их планах. Бишоп, не подозревая об этом, находит его, и также попадает в плен. Появляется Майя Лопес и допрашивает их о Ронине, и Бартон говорит, что того убила Чёрная Вдова. Героям удаётся сбежать.
Они отправляются в пентхаус матери Кейт, Элеоноры, чтобы найти информацию о банде, используя базу данных «Bishop Security». Там они встречают Джека Дюкейна, жениха матери Кейт, который завладел ранее мечом Ронина. Элеонора и Джек общаются с гостями, а затем мать Кейт просит Клинта не работать с её дочерью, чтобы не подвергать её опасности. Бартон тайно забирает свой меч и просит помощи у своей жены, которая выясняет, что Дюкейн является генеральным директором «Sloan Limited», подставной компании, отмывающей деньги для «Мафии в трениках». Той же ночью Бишоп устраивает Бартону небольшую рождественскую вечеринку, чтобы подбодрить его. Клинт рассказывает Кейт о своём прошлом с Наташей, и девушка догадывается, что именно он был Ронином.
На следующий день Соколиный глаз находит помощника Майи, Кази, и требует, чтобы он убедил её прекратить вендетту против Ронина, поскольку это только навредит ей. После этого Лора сообщает Клинту, что часы «Rolex», найденные на обломках базы Мстителей, выкрала «Мафия в трениках». Она передаёт ему сигналы, исходящие из многоквартирного дома. Бартон и Бишоп отправляются туда, чтобы забрать часы, и Кейт удаётся найти и забрать их. Там же она видит записи о Бартоне и его семье. Клинт догадывается, что это квартира Майи и приказывает Кейт уходить оттуда. Внезапно Майя возвращается домой и борется с Кейт, а на Клинта нападает таинственный агент в экипировке для ночного видения, которой затем оказывается Елена Белова, считающая его виновником в гибели Наташи Романофф. После боя Бартон решает, что больше не может продолжать подвергать Кейт опасности и разрывает их партнёрство.
Клинт укрывается в квартире своего нового друга, пожарного Гриллса, от которого он получил костюм Ронина. Он посещает местный мемориал Мстителей около Центрального вокзала в Нью-Йорке и разговаривает с покойной Наташей, извиняясь за то, что собирается сделать. Бартон назначает встречу с Майей, на которую приходит в костюме Ронина. Он быстро побеждает всех её людей, а затем справляется и с ней. Он сохраняет Майе жизнь, показывая своё лицо, и предупреждает, чтобы она держалась подальше от его семьи, иначе он убьёт её. Также он сообщает Майе, что на убийство её отца дал наводку никто иной, как дядя Майи — Уилсон Фиск. Майя ранит Клинта, но его спасает Кейт. Бишоп сообщает Бартону, что Белова охотится за ним. Вскоре Елена отправляет Кейт сообщение, сообщая о связи её матери с Кингпином, которого узнаёт Клинт.
Они узнают, что Элеонора убила Арманда и подставила Дюкейна. В канун Рождества Бартон и Бишоп идут на праздничное мероприятие Элеоноры в Рокфеллер-центре. Кази пытается убить Элеонору по приказу Фиска, с которым та порвала отношения, но позже он нацеливается на Бартона. Клинту помогает Гриллс и ролевики, которые эвакуируют людей, а затем присоединяются к Кейт в борьбе с «Мафией в трениках». Позже Бишоп ищет мать, а Бартон сталкивается с Беловой, которая требует правды о гибели Романофф. Бартон рассказывает ей, что много знал о ней и Елене, в результате чего Елена сохраняет ему жизнь. Элеонору арестовывает полиция за убийство Арманда, а Майя расстреливает Фиска, узнав о его причастности к убийству её отца. На Рождество Клинт уезжает из Нью-Йорка на машине с Кейт и её псом. Приехав домой, он представляет гостей своей семье и возвращает жене те самые часы, оказавшиеся её часами из организации «Щ.И.Т.». Затем он сжигает свой костюм Ронина, окончательно порывая со своим прошлым.

## Альтернативные версии
Клинта Бартон, озвученный Джереми Реннером, появляется в первом сезоне анимационного сериала «Disney+» «Что, если…?» (2021) в виде нескольких альтернативных версий самого себя:

### Встреча с Капитаном Картер
В альтернативном 2012 году, Бартон и Фьюри встречают Капитана Картер, вышедшую к ним через портал, созданный Тессерактом.

### Гибель Мстителей
В альтернативном 2011 году в Нью-Мексико, Клинт случайно убивает недостойного Тора, и затем умирает в тюремной камере организации «Щ.И.Т.». Позже выясняется, что Тора убил Хэнк Пим через Клинта Бартона, которого он также впоследствии убил в тюремной камере «Щ.И.Т.».

### Зомби-эпидемия
В альтернативном 2018 году Бартон заражается квантовым вирусом и превращается в зомби вместе с другими Мстителями, отреагировавшими на вспышку Квантового вируса в Сан-Франциско. Бартон, используя свои стрелы, атакует Хэппи Хогана, и заражает его, а затем ранит ею Шерон Картер. Затем заражённый вирусом Бартон сбрасывается «Верховным» Доктором Стрэнджем на Альтрона, собравшего все Камни Бесконечности для его задержки, однако Альтрон уничтожает всех зомби, в результате чего заражённый Бартон погибает.

### Завоевание Альтрона
В альтернативном 2015 году Альтрон успешно загружает своё сознание в новое вибраниумное тело, становясь достаточно могущественным, убивает большинство Мстителей, уничтожая всю жизнь на Земле. Клинт и Наташа — единственные выжившие, поскольку в момент атаки Альтрона они находились в воздухе, однако Клинту удаётся потерять правую руку, однако позднее он заменяет её на роботизированную. Они едут в Москву в поисках аналогового кода, который может отключить Альтрона. После этого герои направляются на базу «Гидры» в Сибири и находят последнюю копию разума Арнима Зола, и надеются остановить Альтрона, загрузив в него вирус Золы, чтобы уничтожить его изнутри. Однако Альтрон, заметив Наблюдателя, проникает в другую реальность и исчезает из вселенной, в результате чего Золе не удаётся переместиться в разум Альтрона. Клинт жертвует собой, уничтожая роботов Альтрона мощным взрывом, позволяя Наташе и Золе сбежать.

## Реакция
В «Screen Rant» похвалили решение выбрать Реннера в качестве актёра для персонажа. Герой стал предметом многочисленных интернет-мемов. В 2019 году пользователь «Reddit» создал завирусившийся пост, в котором отмечено, что Мстители одерживали победу во всех 7 битвах с участием Бартона и проигрывали все 4 сражения против или без него.
Купер Худ написал, что «Соколиный глаз Джереми Реннера был ключевым персонажем Кинематографической вселенной Marvel», подробно рассмотрев историю персонажа. Журналист также погадал о его будущем. Ренальдо Метадин из «Comic Book Resources» опубликовал статью, в которой описал «отцовскую сторону» Клинта Бартона. Его коллега, Аманда Брюс, выделила 10 лучших цитат героя и на 1 место поставила его фразу о том, что он «боролся с Таносом», которую Соколиный глаз произнёс во втором эпизоде своего сериала.

### Награды
| Год  | Фильм                           | Награда                | Категория                                         | Результат | Прим.  |
| ---- | ------------------------------- | ---------------------- | ------------------------------------------------- | --------- | ------ |
| 2013 | Мстители                        | People’s Choice Awards | Любимая «химия» на экране (со Скарлетт Йоханссон) | Номинация | [ 20 ] |
| 2013 | Мстители                        | MTV Movie Awards       | Лучший бой (со всеми)                             | Победа    | [ 21 ] |
| 2016 | Первый мститель: Противостояние | Teen Choice Awards     | Choice Movie: Chemistry (со всеми)                | Номинация | [ 22 ] |
| 2017 | Первый мститель: Противостояние | Kids' Choice Awards    | #Squad (со всеми)                                 | Номинация | [ 23 ] |
| 2019 | Мстители: Финал                 | «Сатурн»               | Лучший киноактёр второго плана                    | Номинация | [ 24 ] |

## Комментарии
1. ↑  В результате последствий сражений с Локи, Альтроном и Таносом
2. ↑  То есть, Наташа Романофф, отговорив его от преступлений во время разработки метода путешествия во времени
3. ↑  Изменённые события фильма «Мстители»
4. ↑  Чего он не делал в «Священной линии времени». Изменённые события фильма «Тор» (2011)
5. ↑  Изменённые события фильмов «Человек-муравей и Оса» и «Мстители: Война Бесконечности» (2018)
6. ↑  Изменённые события фильма «Мстители: Эра Альтрона» (2015)
7. ↑  Обратная аналогия на события на Вормире в фильме «Мстители: Финал» (2019)